# Émilien Dufour
Émilien Léon Jean Dufour (n. 27 decembrie 1894, Paris, Île-de-France, Franța – d. 27 mai 1975, Briançon, Provence-Côte d'Azur, Franța) a fost un pictor și ilustrator francez. 

## Biografie
S-a născut în 27 decembrie 1894, pe 6 rue Eugène Sue din Paris, dintr-un tată savoiard, originar din Cusy, și dintr-o mamă bretonă, originar din Lorient. A crescut la Paris, împreună cu fratele său mai mic. 
Aparținând contingentului 1914, a fost mobilizat în septembrie 1914 și a fost trimis pe front în decembrie 1914, în Belgia, în apropiere de Leper, cu Regimentul 135 Infanterie. Ca urmare a faptului că starea sa de sănătate s-a deteriorat începând din mai 1915, el a fost mutat la secția 24 de infirmieri militari a administrației militare a Parisului.
A putut astfel, începând din 1916, să-și folosească talentul de desenator, creând cărți poștale pe teme militare.
După demobilizare, în aprilie 1919, el a devenit membru al Asociației Umoriștilor și a colaborat la diverse reviste (Soleil du Dimanche (1893-), Le journal pour tous (1898-), Le Rire (1904-), L'Amour (1909-), Fantasio (1922-1925), La Charette Charrie (1923-), Le Progrès civique (1923-1924), La Petite Illustration (1935). Apoi, în 1932, a expus la Paris, în Salons des Tuileries și Salons d'Automne, devenind cel mai probabil societar. El a fost, de asemenea, unul dintre ilustratorii operelor complete ale lui Anatole France publicate în perioada 1925-1935 de editura  Calmann-Lèvy.
Una dintre lucrările sale cele mai apreciate pare să fi ediția cărții Mon frère Yves de Pierre Loti, publicată de Calmann-Lévy în 1936; pictor de portrete și de peisaje, el a expus, începând din 1932, în mod regulat la Salon des Tuileries și la Salon d'automne. Este cunoscut în special ca ilustrator al unor numeroase romane din secolele al XIX-lea și al XX-lea, inclusiv Doamna Bovary de Gustave Flaubert, Alexandre Dumas, Erckmann-Chatrian, Edgar Allan Poe, Pierre Loti, Anatole France, André Maurois, Pierre Benoit, Le rouge et le noir de Stendhal, La Peau de chagrin de Balzac, Florile răului de Baudelaire, Les hauts du Hurlevent de Emily Brontë, Sarn de Mary Webb, Les confessions de Jean-Jacques Rousseau, confesiuni, Les poésies de Alfred de Vigny, Les Diaboliques de Barbey d'Aurevilly, Le petit chose de Alphonse Daudet, Jane Eyre de Charlotte Brontë.

## Ilustrații
- George Sand, François le champi, Paris, éditions Rombaldi, 1952